# Brocchinia (Cancellariidae)
Pour les articles homonymes, voir Brocchinia pour le genre de Bromeliaceae.
Genre
Synonymes
- Anapepta Finlay, 1930[1]
- Solutosveltia Habe, 1961[1]

Brocchinia est un genre de mollusques de la famille des Cancellariidae.

## Systématique
Attention, ne pas confondre ce genre de mollusques avec le genre botanique Brocchinia qui regroupe des plantes de la famille des Bromeliaceae. 

## Liste d'espèces
Selon World Register of Marine Species (18 janvier 2021) :
- Brocchinia azorica (Bouchet & Warén, 1985)
- Brocchinia canariensis Rolán & Hernández, 2009
- Brocchinia clenchi Petit, 1986
- Brocchinia decapensis (Barnard, 1960)
- Brocchinia exigua (E.A. Smith, 1891)
- Brocchinia fischeri (A. Adams, 1860)
- Brocchinia harasewychi Barros & Lima, 2007
- Brocchinia japonica (E. A. Smith, 1879)
- Brocchinia kaiensis Verhecken, 1997
- Brocchinia nodosa (Verrill & S. Smith, 1885)
- Brocchinia pustulosa Verhecken, 1991
- Brocchinia septentrionalis (Finlay, 1930)
- Brocchinia tanimbarensis Verhecken, 1997
- Brocchinia verheckeni Barros & Lima, 2007